# Лутц Домбровські
Лутц Домбровські  (нім. Lutz Dombrowski, 25 червня 1959) — німецький легкоатлет, олімпійський чемпіон.

## Виступи на Олімпіадах
| Олімпіада   | Дисципліна        | Місце |
| ----------- | ----------------- | ----- |
| Москва 1980 | стрибки у довжину | 1     |